# Kvalnes
Kvalnes est une localité du comté de Nordland, en Norvège.

## Géographie
Administrativement, Kvalnes fait partie de la kommune de Vestvågøy.